# 林牛
林牛（学名：Bos sauveli）又名柬埔寨野牛、高棉牛、考布利牛或灰牛。林牛和爪哇野牛一样怕生，原本认为是瘤牛和爪哇野牛的雜交種，直到1937年才被確認是獨立物種。

## 特征
林牛体型巨大，体长达220 - 240 厘米，体重达900千克。身材较高但比较狭窄。体毛大都是棕褐色，老年雄性黑色。

## 习性
栖息在热带和亚热带的开阔山地森林。白天藏在隐蔽的森林中，夜晚在林间的草地中饮食。喜群居，通常每群20头，以雌兽、幼仔和亚成体组成。雄兽在交配期间才和雌兽接触。

## 分布
分布于柬埔寨北部，但也可能分布在老挝南部，越南西部，和泰国东部。

## 保护等级
被IUCN列为极危。总共数量不到250头。